# Joseph Vaz
Joseph Vaz (English: Saint Joseph Vaz; Tiếng Konkan: Bhagivont Zuze Vaz; Tiếng Bồ Đào Nha: São José Vaz; Tiếng Sinhala: ශාන්ත ජුසේ වාස් පියතුමා Santha Juse Vaz Piyathuma; Tiếng Tamil: புனித ஜோசப் வாஸ்) sinh năm 1651 tại Benaulim thuộc Goa, Ấn Độ. Ông là một linh mục Công giáo, thuộc Dòng Thánh Filippo Neri. Ông đã tự nguyện đến Sri Lanka để thực hiện công việc truyền giáo. Vì những việc làm tốt đẹp của ông cho Giáo hội Sri Lanka cũng như Giáo hội Công giáo Rôma nên vào tháng 1 năm 2015, ông đã được Giáo hoàng Phanxicô phong làm một vị Thánh của Kitô giáo. Ông là người đầu tiên được phong Thánh tại Sri Lanka

## Sự nghiệp
Joseph Vaz là người con thứ ba trong gia đình có sáu anh em. Cha mẹ của ông là Cristóvão Vaz và Maria de Miranda, họ đều là những người Công giáo rất mộ đạo. Ông được rửa tội khi được tám ngày tuổi tại nhà thờ giáo xứ Thánh Gioan Tẩy Giả.
Vaz học tại trường tiểu học ở Sancoale. Ông biết tiếng Bồ Đào Nha và tiếng Latin. Do học hành chăm chỉ, ông được cha đưa đến thành phố Goa để học nâng cao thêm. Tại đó, ông đã học một khóa biện và nhân văn tại trường Thánh Phaolô. Ông tiếp tục nghiên cứu về triết học và thần học tại St. Thomas Aquinas, một học viện của Dòng Đa Minh ở thành phố Goa.
Năm 1675, Vaz được phong chức phó tế phục vụ trong Tổng Giáo phận Goa do Giám mục Custódio de Pinho, Đại Diện Tông Tòa Bijapur và Golconda ban.
Năm 1676, ông được Tổng Giám mục Goa, António Brandão, phong chức linh mục. Một thời gian ngắn sau khi chịu chức, ông bắt đầu đi chân trần và sống cùng những người nghèo khổ. Ông là một nhà giảng thuyết và giải tội được nhiều người biết đến. Ông đã mở một trường dạy tiếng Latin ở Sancoale để tìm kiếm những chủng sinh mới.
Năm 1677, ông đã thánh hiến chính mình như một "nô lệ của Đức mẹ Maria", chứng cứ thánh hiến được ghi lại trong một tài liệu và sau đó tài liệu này đã được niêm phong. Tài liệu đó được gọi là "Chứng thư Bondage".

## Phục vụ tại Sri Lanka
Khi biết tin về tình hình giáo hội tại Sri Lanka đã không có linh mục trong nhiều năm, Vaz mong muốn được đi đến đó phục vụ. Năm 1686, được sự cho phép của hội dòng, ông đã qua Sri Lanka. Tại đây, ông cải trang thành một người lao động. Ông đi khắp các đường làng, qua các vườn chè để tìm kiếm người Công giáo, phục vụ nhu cầu của họ ở đây. Ông hướng dẫn họ tạo đức tin, hợp pháp hoá hôn nhân, rửa tội cho con cái họ, cử hành Thánh Lễ tại nhà và làng quê của họ.
Ông đã rửa tội cho nhiều người gia nhập Kitô giáo và xây dựng hơn 15 nhà thờ, 400 nhà nguyện. Bản dịch sách Phúc Âm của ông sang tiếng Tamil và tiếng Sinhala là một công trình quý giá. Joseph Vaz qua đời tại Kandy ngày 16 tháng 01 năm 1711

## Tôn kính
Nhiều trường học mang tên ông như Joseph Vaz College of Wennappuwa, bắt đầu hoạt động vào tháng 1 năm 1935 do các Huynh đệ Marist lập (xậy dựng vào đầu năm 1933).
Có một giáo xứ mang tên Vaz ở Mudipu và một nhà nguyện ở Aluthwewa.

## Quá trình phong thánh
Giáo hoàng Gioan Phaolô II đã tuyên phong chân phước cho ông ngày 21 tháng 01 năm 1995, trong chuyến tông du khi Giáo hoàng đến thăm Sri Lanka.
Tháng 11 năm 2013, Thượng Phụ Filipe Neri Ferrao thông báo việc phong thánh của Vaz đã đạt đến một "giai đoạn quan trọng". 
Ngày 17 tháng 09 năm 2014, Giáo hoàng Phanxicô đã phê chuẩn biểu quyết của các Hồng y và Giám mục trong khoá họp thường lệ về việc tuyên thánh cho Chân phước Joseph Vaz. Giáo hoàng quyết định sẽ sớm triệu tập một Công nghị Hồng y về lễ tuyên thánh cho vị thánh đầu tiên của Sri Lanka sẽ diễn ra trong chuyến viếng thăm của ông tới Sri Lanka vào tháng Giêng năm 2015.
Ngày 14 tháng 01 năm 2015, Chân phước Joseph Vaz đã được Giáo hoàng Phanxicô phong Thánh. Lễ phong Thánh đã diễn ra tại khu vực bãi biển Galle Face Green ở thủ đô Colombo vào lúc 8g30 sáng. Đã có hơn 500.000 tín hữu cùng tham dự trong buổi lễ này.